# فرودگاه بین‌المللی کن دو
فرودگاه بین‌المللی کن دو (به انگلیسی: Can Tho International Airport) (به زبان بومی: Sân bay Quốc tế Cần Thơ) یک فرودگاه با کد یاتا VCA است که یک باند فرود آسفالت دارد و طول باند آن ۳۰۰۰ متر است. این فرودگاه در کشور ویتنام قرار دارد و در ارتفاع ۳ متری از سطح دریا واقع شده‌است.